# Saint-Aignan-de-Cramesnil
Saint-Aignan-de-Cramesnil foi uma comuna francesa na região administrativa da Normandia, no departamento Calvados. Estendia-se por uma área de 6,91 km². Em 2010 a comuna tinha 1 586 habitantes (densidade: 229,5 hab./km²).
Em 1 de janeiro de 2019, passou a formar parte da nova comuna de Le Castelet.